# 佐々木東洋

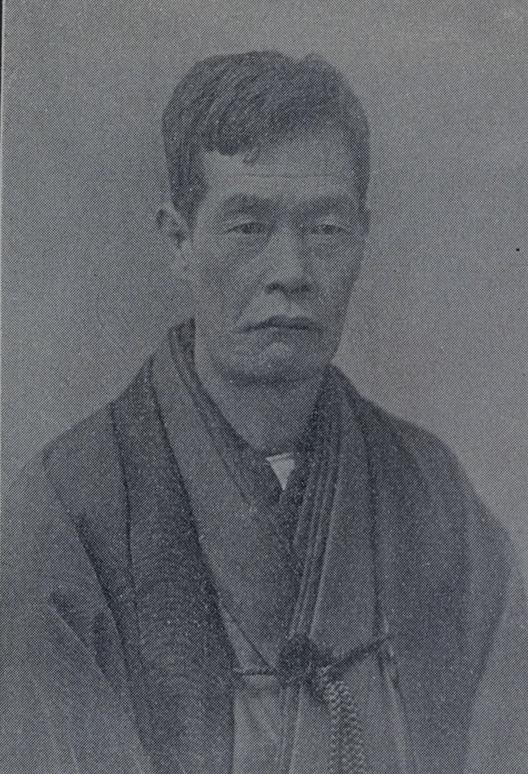
佐々木東洋

佐々木 東洋（ささき とうよう、天保10年6月22日（1839年8月1日） - 大正9年（1918年）10月9日）は、洋方医、内科医。

## 略歴
江戸本所生まれ。 佐倉順天堂で佐藤泰然、長崎でオランダ人医師ポンペに医学を学ぶ。 1861年に帰郷後、本所などで開業、その後は東京府病院副院長、博愛舎医師、大学東校病院長などを歴任。1877年西南戦争の際、大阪陸軍病院で軍医として診療。1878年、政府が脚気病院を設立、洋方医として診療に当たり、西洋医学が漢方医学に優ることを証明した。脚気病院閉鎖後、1882年神田駿河台に杏雲堂醫院を創立。1885年、石黒忠悳、長与専斎らと乙酉会を組織、医学制度について審議。1886年東京府医師会及び神田区医師会会長、内務省中央衛生会委員就任。晩年は熱海に隠棲し無住と号した。1918年、肺炎のため死去、享年80。

## 年譜
| 天保10年（1839年） | 佐々木震沢の長男として生誕 |
| 安政3年（1856年）  | 2月佐藤泰然、佐藤尚中の佐倉順天堂塾入学 |
| 安政5年（1858年）  | 上総下総で巡回種痘をする |
| 安政6年（1859年）  | 震沢の代診をする。過労で自宅療養。 |
| 万延元年（1860年） | 10月順天堂塾に戻る。11月12日 佐藤尚中、門人6人と長崎留学に出発、12月21日、長崎到着、ポンペからオランダ医学を学ぶ                                                               |
| 文久元年（1861年） | 12月 長崎から江戸に戻る |
| 文久2年（1882年）  | 3月 佐々木震沢の代診を勤める。佐倉順天堂塾を退学 |
| 文久3年（1883年）  | 1月 深川北松代町2丁目に開業。肺尖カタルに罹患。家督を相続する |
| 慶応元年（1865年） | 中田政吉を養子とする（佐々木政吉） |
| 慶応2年（1866年）  | 4月 本所相生町4丁目に転居開業。松本良順の推挙で一ヶ月間軍艦蟠龍丸軍医、準一等士官。勝安房（勝海舟）と会談。                                                                    |
| 明治元年（1868年） | 英学修得を開始。三宅艮斎長女ミネ子と結婚、三宅宅に転居 |
| 明治3年（1870年）  | 自宅診療を止め、東京大病院に出仕、大学東校少助教となる。医長は英人ウィリス。                                                                                                   |
| 明治4年（1871年）  | 2月、戊辰戦争に派遣され白石亘理家に滞在。大学東校中助教から大助教兼内科医長に昇進、独人医師ホフマンとの確執。「動脈解剖扁」、「解体生理図説」（英文）を翻訳。                  |
| 明治5年（1872年）  | 「診法要略」（打診聴診法）出版 |
| 明治6年（1873年）  | 佐藤尚中とともに大学東校辞職、博愛舎に入る。博愛舎解散後、亀沢町にて再び開業。のち蛎殻町に転居開業。大久保一翁知事の要請で東京府病院（後の慈恵医大）副院長(岩佐純院長)に就任。 |
| 明治7年（1874年）  | 9月英人アッシミード医師との確執から東京府病院辞職、蛎殻町で再開業。10月長与専斎の要請で東京医学校（旧大学東校）病院長に就任                                                    |
| 明治8年（1875年）  | 佐藤尚中から診療を一任される |
| 明治9年（1876年）  | 6月神田駿河台に移転。9月東京医学校病院長辞任、再開業、佐々木塾門弟8名。独逸医学書翻訳を開始。                                                                                  |
| 明治10年（1877年） | 2月 西南戦争勃発、松本順、石黒忠悳らと大阪臨時陸軍病院で、陸軍一等軍医正として診療。11月 西南戦争平定後、一等軍医正辞任。『内科提綱』（獨文）第一・二巻出版                    |
| 明治11年（1878年） | 9月 勲四等旭日小綬章を下賜される。『内科提綱』第三～六巻出版。政府脚気病院設立、洋方医部門東洋、漢方医部門遠田澄庵担当、漢洋脚気相撲と呼ばれた                                 |
| 明治12年（1879年） | 脚気病院を駒込弥生町に移転 |
| 明治13年（1880年） | 脚気病院閉鎖、西紅梅町に私費にて脚気病院設立するも解消 |
| 明治15年（1882年） | 東京日日新聞に開院広告を出す。6月1日、杏雲堂醫院開院（20室二階建て病舎）。東京地方衛生会員に推挙される。仏教を志し芝青松寺北野元峰に学ぶ                                       |
| 明治18年（1885年） | 石黒忠悳、長与専斎、池田謙斎とともに乙酉会を興す |
| 明治19年（1886年） | 杏雲堂醫院、施療部門を開設。東京府医師会設立、東洋二代目会長に就任、本部幹事・神田区医師会会長兼任。内務省中央衛生会委員就任。                                                 |
| 明治21年（1888年） | 「信仏論」を誘善社から刊行 |
| 明治22年（1889年） | 隆興を養嗣子とし引き取る |
| 明治23年（1890年） | 従五位に叙せらる |
| 明治24年（1891年） | 東京府医師会四代目会長に再選、日本橋坂本町に医師会事務所を新築 |
| 明治26年（1893年） | 杏雲堂醫院拡張工事開始 |
| 明治27年（1894年） | 拡張工事竣工 |
| 明治28年（1895年） | 東京府医師会会長を辞任 |
| 明治29年（1896年） | 引退し、政吉が杏雲堂醫院院長就任 |
| 明治32年（1899年） | 熱海に隠棲、無住と号し、別荘を無住荘と命名 |
| 明治41年（1908年） | 古希祝宴、於政吉邸 |
| 大正元年（1912年） | 急性肺炎罹患、政吉、熱海へ往診。その後、大森山王台別邸へ移る |
| 大正4年（1915年）  | 急性肺炎罹患。喜寿祝宴 |
| 大正6年（1917年）  | 佐々木杏雲堂略伝記（東洋手記）執筆 |
| 大正7年（1918年）  | 5月 金婚式・卒寿祝宴。10月 逝去、享年80。正五位、勲三等瑞宝章授与。葬儀、青山斎場。谷中天王寺墓地に埋葬。                                                                      |
| 大正9年（1920年）  | 胸像を作成、生誕日6月22日に除幕式 |
| 昭和27年（1952年） | 厚生省から、結核予防・治療における功労者として表彰 |

## 栄典・授章・授賞
- 1890年（明治23年）12月11日 - 従五位[1]

## 著書
- 診法要略,1872
- 信仏論 脇本文行, 1886

## 翻訳
- 解体生理図説 維廉杜児寧児(イルレム・トルネル) 杏雲堂, 1873
- 内科提綱 悉密篤（シュミット）瑞穂屋卯三郎, 1890

## 参考資料
- 沢田百泉 『お医者山脈』 1976年
- （財）佐々木研究所編
  - 『杏雲堂病院百年史』 1983年
  - 『財団法人佐々木研究所五十年史』 1990年